# Vòng loại Giải vô địch bóng đá nữ U-20 thế giới khu vực châu Phi 2012
Vòng loại Giải vô địch bóng đá nữ U-20 thế giới khu vực châu Phi 2012 diễn ra từ ngày 28 tháng 10 năm 2011 đến 20 tháng 5 năm 2012. Hai đội tuyển Nigeria và Ghana là hai đại diện cho khu vực châu Phi tham dự Giải vô địch bóng đá nữ U-20 thế giới 2012.

## Vòng sơ loại
Diễn ra vào các ngày 28 và 29 tháng 10 năm 2011 (lượt đi) và 19 tháng 11 năm 2011 (lượt về).
| Đội 1    | TTS  | Đội 2        | Lượt đi | Lượt về |
| -------- | ---- | ------------ | ------- | ------- |
| Guinée   | w/o1 | Sierra Leone | —       | —       |
| Kenya    | 4–2  | Lesotho      | 2–2     | 2–0     |
| Botswana | w/o2 | Comoros      | 6–1     | —       |

- 1 - Guinée bỏ cuộc trước lượt đi. Sierra Leone lọt vào vòng sau.[2]
- 2 - Comoros bỏ cuộc trước lượt về. Botswana lọt vào vòng sau.

## Vòng một
Diễn ra từ 17–19 tháng 2 năm 2012 (lượt đi) và 2–3 tháng 3 năm 2012 (lượt về).
| Đội 1        | TTS  | Đội 2           | Lượt đi | Lượt về |
| ------------ | ---- | --------------- | ------- | ------- |
| Sierra Leone | w/o1 | Nigeria         | —       | —       |
| Zimbabwe     | 7–0  | Mozambique      | 4–0     | 3–0     |
| Mali         | 6–1  | Guinea Xích Đạo | 4–0     | 2–1     |
| Cameroon     | 2–3  | CHDC Congo      | 1–2     | 1–1     |
| Zambia       | 2–5  | Kenya           | 2–1     | 0–4     |
| Maroc        | 1–5  | Tunisia         | 0–5     | 1–0     |
| Botswana     | 2–7  | Nam Phi         | 1–4     | 1–3     |
| Ghana        | 10–0 | Namibia         | 7–0     | 3–0     |

- 1 – Sierra Leone bỏ cuộc trước lượt đi. Nigeria đi tiếp.[3]

## Vòng hai
Diễn ra vào ngày 30–31 tháng 3 hoặc 1 tháng 4 (lượt đi) và 13–15 tháng 4 năm 2012 (lượt về).
| Đội 1   | TTS | Đội 2      | Lượt đi | Lượt về |
| ------- | --- | ---------- | ------- | ------- |
| Nigeria | 6–0 | Zimbabwe   | 3–0     | 3–0     |
| Mali    | 3–6 | CHDC Congo | 1–3     | 2–3     |
| Kenya   | 2–4 | Tunisia    | 1–2     | 1–2     |
| Nam Phi | 0–5 | Ghana      | 0–2     | 0–3     |

### Lượt đi
| Nigeria                  | 3–0      | Zimbabwe |
| ------------------------ | -------- | -------- |
| Ordega 26', 80' · Sunday | Chi tiết |          |

| Kenya      | 1–2      | Tunisia             |
| ---------- | -------- | ------------------- |
| Sharon 71' | Chi tiết | Kaabachi 7' · ? 38' |

| Nam Phi | 0–2      | Ghana             |
| ------- | -------- | ----------------- |
|         | Chi tiết | Dadson 50' · Addo |

| Mali          | 1–3      | CHDC Congo                              |
| ------------- | -------- | --------------------------------------- |
| Tangara 45+1' | Chi tiết | Mayala 31' · Solange 45+2' · Kujoya 87' |

### Lượt về
| Ghana                               | 3–0      | Nam Phi |
| ----------------------------------- | -------- | ------- |
| Saahene 11' · Ayieam 65' · Addo 72' | Chi tiết |         |

| Tunisia                  | 2–1      | Kenya      |
| ------------------------ | -------- | ---------- |
| Kaabachi 12' · Majri 72' | Chi tiết | Atieno 90' |

| Zimbabwe | 0–3      | Nigeria                                |
| -------- | -------- | -------------------------------------- |
|          | Chi tiết | Oparanozie 10' · Sunday 27' · Orji 86' |

| CHDC Congo | 3–2 | Mali |
| ---------- | --- | ---- |
|            |     |      |

## Vòng ba
Diễn ra vào ngày 5 tháng 5 năm 2012 (lượt đi) và 19 tháng 5 năm 2012 (lượt về).
| Đội 1   | TTS | Đội 2      | Lượt đi | Lượt về |
| ------- | --- | ---------- | ------- | ------- |
| Nigeria | 7–0 | CHDC Congo | 4–0     | 3–0     |
| Tunisia | 2–7 | Ghana      | 1–3     | 1–4     |

## Các đội vượt qua vòng loại
| Đội     | Ngày vượt qua       | Số lần tham dự World Cup U-20    |
| ------- | ------------------- | -------------------------------- |
| Ghana   | 19 tháng 5 năm 2012 | 1 (2010)                         |
| Nigeria | 19 tháng 5 năm 2012 | 5 (2002, 2004, 2006, 2008, 2010) |